# Luật thành văn
Luật thành văn (tiếng Anh: statutory law, statute law) là một tập hợp các quy tắc xử sự được ghi nhận hay quy định trong một hình thức văn bản nhất định do cơ quan nhà nước có thẩm quyền ban hành theo đúng trình tự và thẩm quyền tại một thời điểm xác định. Luật thành văn được viết ra (ngược với luật truyền miệng hoặc luật tập quán) và được viết bởi cơ quan lập pháp (khác với các quy định do cơ quan hành pháp đặt ra và cũng khác với thông luật của cơ quan tư pháp).